# Битень
Битень (укр. Битень) — село в Голобской поселковой общине Ковельского района Волынской области Украины.
Население по переписи 2001 года составляет 259 человек. Занимает площадь 0,001 км². Почтовый индекс — 45074. Телефонный код — 3352. Код КОАТУУ — 0722188403.